# Gerione (Dante)

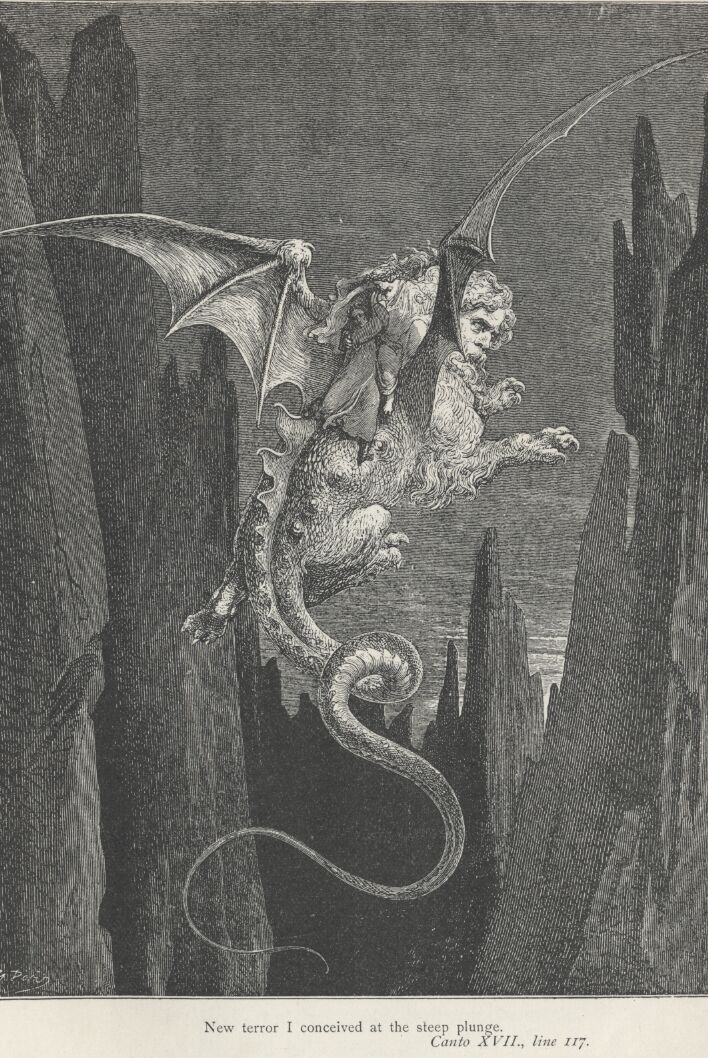
Gerione vola portando in groppa Dante e Virgilio, illustrazione di Gustave Doré

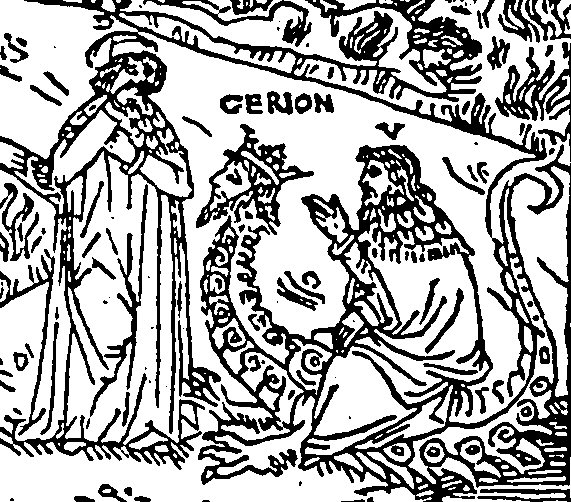
Dante, Virgilio e Gerione. Incisione del 1497

Nella Divina Commedia Gerione è un mostro caratterizzato da un corpo costituito da volto di uomo, zampe pelose di leone o di orso, corpo di serpente, coda di scorpione e ali demoniache. Il suo manto è costituito da degli arazzi  (tappeti) preziosissimi. 
Nell'elaborazione di questo essere hanno giocato un ruolo determinante sia la zoologia figurativa del Medioevo sia alcuni versi dell'Apocalisse (9 7-11) nei quali l'apostolo Giovanni descrive delle locuste con facce di uomini, capelli di donna, denti di leone e code simili a scorpioni.
Nominato per la prima volta nel XVI canto dell'Inferno, è presente principalmente nel successivo e viene citato anche nel XXVII canto del Purgatorio.
Nei due canti infernali vengono descritti gli eventi immediatamente precedenti all'incontro di Dante con i fraudolenti quando i due poeti stanno per lasciare l'ultimo dei tre gironi del settimo cerchio in cui vengono puniti i violenti (nello specifico i violenti contro l'arte, cioè gli usurai) e scendere nelle Malebolge: Gerione, messo a guardia dell'ottavo cerchio e sul cui dorso i due scenderanno, è allegoria della falsità in quanto la faccia d'uomo rappresenta il fraudolento che vuole passare per innocente (Canto XVII, vv.10-11: "La faccia sua era faccia d'uom giusto,/tanto benigna avea di fuor la pelle"), mentre il corpo da serpente rappresenta la falsità e malvagità che è propria dei fraudolenti (Ibidem, vv.12-15: "e d'un serpente tutto l'altro fusto:/ due branche avea pilose infin l'ascelle;/ lo dosso e 'l petto e ambedue le coste/ dipinti avea di nodi e di rotelle").
Lo stesso Virgilio lo menziona nella sua Eneide (VIII 202-204) e, in un altro passo del poema, lo definisce  senza nominarlo "forma tricorporis umbrae" (VI 289).